# Nikolaus Pfeiffer

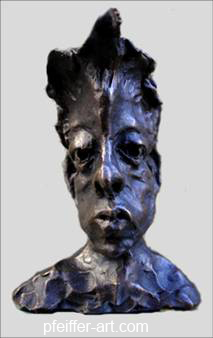
Die Egon Schiele Bronzebüste im Leopold Museum Wien

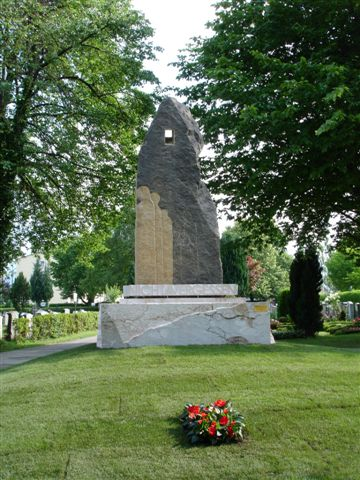
Das Mahnmal auf dem Friedhof der Pfarre Maxglan

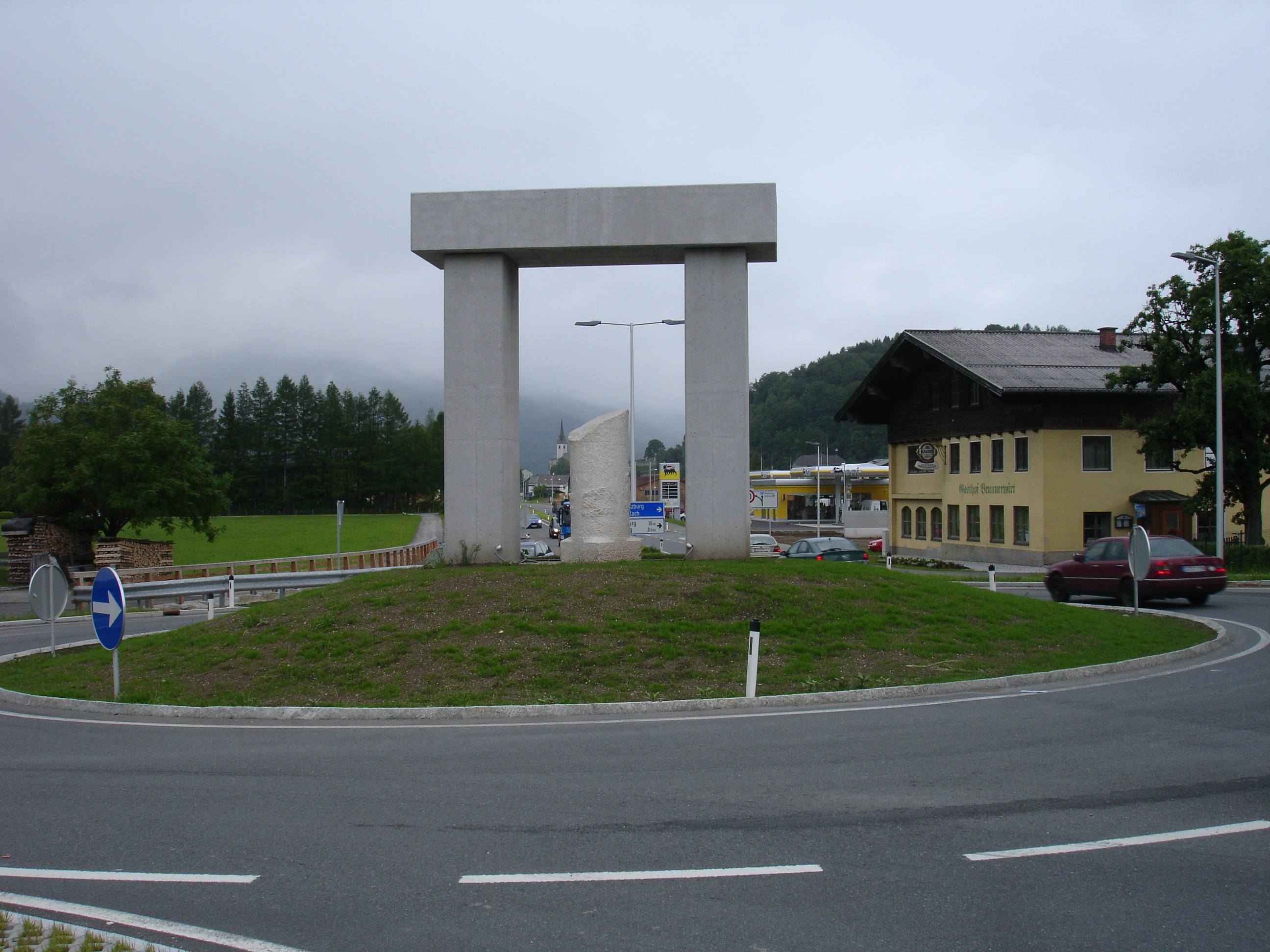
Gollinger Kreisverkehr, Tor mit 120 Tonnen aus Beton und Untersberger Marmor

Nikolaus (Niki) Pfeiffer (* 1954 in Kitzbühel, Tirol) ist ein österreichischer bildender Künstler.
Er lebt und arbeitet in Salzburg als Bildhauer und Grafiker.

## Werke
- Sein bekanntestes Werk ist eine Bronzebüste von Egon Schiele im Leopold Museum Wien, angeführt in Kürschners Handbüchern.
- Die Bronzeplastik Nazarener befindet sich im Dommuseum Wien.
- Weitere Werke sind im Museum Landsberg am Lech
- Er entwarf das Gemeindewappen von Stumm im Zillertal.
- Seit Juni 2008 steht das 16 Tonnen schwere Mahnmal für die ungenannten Opfer und Verfolgten des 20. Jahrhunderts am Friedhof Maxglan, das er im Auftrag der Maxglaner Pfarre aus Untersberger Marmor gefertigt hat.
- In Golling an der Salzach befindet sich die 5 Tonnen schwere Bildhauerstele und der Gollinger Wappenrabe.
- Anlässlich der 10-Jahresfeier zur Stadterhebung von Seekirchen am Wallersee wurde seine Skulptur Aufrechter Bürger in der Seeburg aufgestellt.
- Im Oktober 2012 wurde in Golling ein Kreisverkehr fertiggestellt, auf dem sich ein 120 Tonnen schweres Tor aus Beton befindet. Das Tor symbolisiert den Weg von Innergebierg nach Außergebierg, dazwischen befindet sich die monumentale Nachempfindung eines römischen Meilensteins aus Untersberger Marmor.

## Publikationen
- mit Friederike Zaisberger: Salzburger Gemeindewappen. Mitarbeit von Jacqueline Schiff, Salzburger Landesarchiv, Schriftenreihe Nr. 3, Salzburg 1985, ISBN 3-85380-048-3.
- Von der Handbuchbinderei zum HighTech-Labor. 70 Jahre Buchbinderei im Salzburger Landesarchiv. Schriftenreihe des Salzburger Landesarchivs Nr. 16, Salzburg 2011, ISBN 978-3-200-02185-3.
- Verantwortung Kulturgut – Konservatorischer Leitfaden für den Alltag im Regionalmuseum und Gemeindearchiv. Schriftenreihe des Salzburger Landesarchivs, Salzburg 2015, ISBN 978-3-9503422-4-6.